# Julius Kunert
Julius Kunert, auch Julius Kunert jun., (* 4. Juni 1900 in Warnsdorf, Böhmen; † 7. Februar 1993 in Immenstadt im Allgäu) war ein österreichischer, tschechoslowakischer und später deutscher Unternehmer in der Textilindustrie.

## Leben
Kunert wurde als Sohn des Textilunternehmers Julius Kunert sen. (1871–1950) und dessen Ehefrau Maria geboren. Er arbeitete im elterlichen Betrieb mit, der mit der Gründung der Wirkwarenfabrik J. Kunert und Söhne oHG im tschechoslowakischen Warnsdorf im Jahr 1924 zur Herstellung von preisgünstigen Kunstseidenstrümpfen auf Cotton-Maschinen und mit Fabrikationsbetrieben und Zweigbetrieben u. a. in Schönlinde und Wolfsberg im Jahr 1928 bis 1938 zum größten Strumpfhersteller Europas mit etwa 5000 Beschäftigten aufstieg. Julius Kunert war der kaufmännische Leiter, während die technische Leitung bei seinem Bruder Heinrich Kunert (* 1899) lag. Beide waren seit 1978 auch Mehrheitsgesellschafter der Unternehmensgruppe Hudson und Arwa. 1943 trat Julius Kunert in die NSDAP ein.
Nach der Enteignung und Verstaatlichung des Kunert-Werks im Oktober 1945 durch die Tschechoslowakei und der Ausweisung der Familie ins Deutsche Reich begannen Julius Kunert und sein Sohn im Jahr 1946 im Allgäu in der amerikanischen Besatzungszone wieder mit der Produktion von Wirkwaren. 1973 übertrug Julius Kunert die Leitung des Unternehmens seinem Neffen Rainer Michel, der das Unternehmen Kunert zu einem großen Textilproduzenten ausbaute. 1993 starb Kunert in Immenstadt im Allgäu.

## Ehrungen

### Ehrungen durch die Stadt Immenstadt
Aufgrund der Bedeutung Kunerts für Immenstadt als Unternehmerpersönlichkeit sowie als Gründer der für die Sportförderung gegründeten Julius-und-Gertraud-Kunert-Stiftung (1976) wurde er mehrfach geehrt:
- Goldene Bürgermedaille der Stadt Immenstadt (1975)
- Umbenennung eines Teilstücks der Lindauer Straße in Julius-Kunert-Straße
- Ehrenbürgerwürde der Stadt Immenstadt (1975)
- Benennung einer Sporthalle im Schul- und Sportzentrum als Julius-Kunert-Halle

### Weitere Ehrungen
- Bayerischer Verdienstorden (1975)
- Bayerische Staatsmedaille für besondere Verdienste um die bayerische Wirtschaft (1979)
- Goldener Ehrenring des Landkreises Oberallgäu (1980)
- Bundesverdienstkreuz I. Klasse (1980)